# Грегорі Дюфер
Грегорі Дюфер (фр. Grégory Dufer, нар. 19 грудня 1981, Шарлеруа) — бельгійський футболіст, що грав на позиції півзахисника.
Виступав, зокрема, за клуб «Стандард» (Льєж), а також національну збірну Бельгії.
Чемпіон Бельгії. Володар Суперкубка Бельгії.

## Клубна кар'єра
У дорослому футболі дебютував 1999 року виступами за команду «Шарлеруа», в якій провів п'ять сезонів, взявши участь у 138 матчах чемпіонату. 
Згодом з 2004 по 2007 рік грав у складі команд «Кан», «Брюгге» та «Локерен».
Своєю грою за останню команду привернув увагу представників тренерського штабу клубу «Стандард» (Льєж), до складу якого приєднався 2007 року. Відіграв за команду з Льєжа наступні чотири сезони своєї ігрової кар'єри. За цей час виборов титул чемпіона Бельгії.
Протягом 2008—2021 років захищав кольори клубів «Тюбіз», «Сент-Трюйден», «Серен», «Антверпен», «Льєж» та «Беауфайс».
Завершив ігрову кар'єру у команді «Орейе», за яку виступав протягом 2021—2022 років.

## Виступи за збірні
Протягом 2000–2003 років залучався до складу молодіжної збірної Бельгії. На молодіжному рівні зіграв у 19 офіційних матчах, забив 3 голи.
У 2004 році дебютував в офіційних матчах у складі національної збірної Бельгії.
Загалом протягом кар'єри в національній команді, яка тривала 1 рік, провів у її формі 4 матчі, забивши 1 гол.

## Титули і досягнення
- Чемпіон Бельгії (1):

«Стандард» (Льєж): 2007-2008
- Володар Суперкубка Бельгії (1):

«Брюгге»: 2005